# Jonny Evans
Jonathan ("Jonny") Grant Evans (Belfast, 3 januari 1988) is een Noord-Iers voormalig voetballer die doorgaans als centrale verdediger speelt. Hij verruilde Leicester City in 2023 voor Manchester United. Evans debuteerde in 2006 in het Noord-Iers voetbalelftal.

## Clubcarrière

### Manchester United
Evans stroomde in 2006 door vanuit de jeugd van Manchester United. Dat verhuurde hem in zijn eerste seizoen aan satellietclub Royal Antwerp. De daaropvolgende twee seizoenen werd hij vervolgens verhuurd aan Sunderland. Evans werd daar herenigd met zijn voormalig Antwerp FC-teamgenoot Danny Simpson. Dit tweetal hielp Sunderland met het winnen van de Championship, de op een na Engelse hoogste divisie. Evans werd uitgeroepen tot jeugdspeler van het seizoen.
Hij maakte zijn debuut in het eerste elftal van Manchester United op 26 september 2007 tegen Coventry City in de EFL Cup (2–0 nederlaag). Zijn debuut op Europees niveau was tegen Dynamo Kiev als wisselspeler voor Gerard Piqué. Dit was in de knock-outfase van de voorronde van de UEFA Champions League. Zijn debuut in het hoofdtoernooi was op 7 december 2007 tegen AS Roma. Deze wedstrijd zou de boeken ingaan als de grootste uitslag ooit in de kwartfinale van het Europese hoofdtoernooi, namelijk 7–1. Evans kwam in seizoen 2007/08 tot twee wedstrijden in de UEFA Champions League en won deze editie na finalewinst op Chelsea. Later dat seizoen werd ook de FIFA Club World Cup gewonnen door finalewinst op CONMEBOL Libertadores-winnaar LDU Quito.
Evans werd op vrijdag 6 maart 2015 door de Engelse voetbalbond FA voor zes wedstrijden geschorst na een spuugincident, twee dagen eerder in het duel tegen Newcastle United. Hij kreeg het in die wedstrijd aan de stok met Papiss Cissé. Beide spelers bespuugden elkaar, maar dat werd niet waargenomen door de scheidsrechter. Op basis van tv-beelden kregen beiden alsnog een straf opgelegd. Cissé werd voor zeven duels geschorst en betuigde een dag na het incident zijn spijt.
Evans bleef tot en met het seizoen 2014/15 actief in Manchester. Daarmee werd hij in die tijd drie keer kampioen in de Premier League, won hij twee keer de EFL Cup, drie keer de FA Community Shield, een keer de UEFA Champions League en een keer de FIFA Club World Cup.

### West Bromwich Albion
In augustus 2015 tekende Evans een contract tot medio 2019 bij West Bromwich Albion, de nummer dertien van de Premier League in het voorgaande seizoen. Dat betaalde circa €8.250.000,- voor hem aan Manchester United, dat tot €2.750.000 extra aan eventuele bonussen in het vooruitzicht kreeg. Evans speelde gedurende zijn eerste seizoen dertig competitiewedstrijden voor West Bromwich Albion. In een thuiswedstrijd tegen Stoke City op 2 januari 2016 maakte hij in de blessuretijd het winnende doelpunt (2–1).

### Leicester City
In juni 2018 activeerde Leicester City de degradatieclausule van £ 3,5 miljoen in het West Brom-contract van Evans. Hij tekende een driejarig contract bij de Foxes en maakte zijn debuut in Leicester in een 2-0 overwinning op Wolverhampton Wanderers op 18 augustus 2018. Hij scoorde zijn eerste doelpunt voor de club in een 4-1 nederlaag tegen Crystal Palace op 23 februari 2019.
Evans maakte zijn 400ste optreden in het Engelse voetbal op 12 juli 2020 en scoorde een eigen doelpunt in een 4-1 nederlaag weg tegen AFC Bournemouth in de Premier League.
Voorafgaand aan het seizoen 2022-2023 werd Evans aangesteld als aanvoerder na het vertrek van de vorige aanvoerder Kasper Schmeichel.

### Terugkeer bij Manchester United
Evans' contract bij Leicester City liep af aan het einde van het seizoen 2022/23, waarna hij mee ging trainen bij Manchester United. Op 18 juli werd aangekondigd dat Evans een kortetermijnovereenkomst heeft getekend waardoor hij kon deelnemen aan de oefencampagne van Manchester United in Edinburgh en San Diego. Op 1 september werd bekendgemaakt dat Evans een contract voor een jaar had getekend bij de club. Nadat Evans in juni 2025 met Manchester United naar Azië ging voor twee oefenduels maakte de Noord-Ier bekend dat hij officieel met pensioen ging.

## Clubstatistieken
| Seizoen         | Club                 | Competitie      | Competitie | Competitie | Beker | Beker | Europa | Europa | Totaal | Totaal |
| Seizoen         | Club                 | Competitie      | Wed.       | Dlp.       | Wed.  | Dlp.  | Wed.   | Dlp.   | Wed.   | Dlp.   |
| --------------- | -------------------- | --------------- | ---------- | ---------- | ----- | ----- | ------ | ------ | ------ | ------ |
| 2006/07         | → Royal Antwerp      | Tweede klasse   | 11         | 3          | 1     | 0     | —      | —      | 12     | 3      |
| 2006/07         | → Sunderland         | Premier League  | 18         | 1          | 1     | 0     | —      | —      | 19     | 1      |
| 2007/08         | Manchester United    | Premier League  | 0          | 0          | 1     | 0     | 2      | 0      | 3      | 0      |
| 2007/08         | → Sunderland         | Premier League  | 15         | 0          | 1     | 0     | —      | —      | 16     | 0      |
| 2008/09         | Manchester United    | Premier League  | 17         | 0          | 8     | 0     | 9      | 0      | 34     | 0      |
| 2009/10         | Manchester United    | Premier League  | 18         | 0          | 7     | 0     | 3      | 0      | 28     | 0      |
| 2010/11         | Manchester United    | Premier League  | 13         | 0          | 5     | 0     | 3      | 0      | 21     | 0      |
| 2011/12         | Manchester United    | Premier League  | 29         | 1          | 3     | 0     | 8      | 0      | 40     | 1      |
| 2012/13         | Manchester United    | Premier League  | 23         | 3          | 2     | 0     | 5      | 1      | 30     | 4      |
| 2013/14         | Manchester United    | Premier League  | 17         | 0          | 5     | 1     | 3      | 1      | 25     | 2      |
| 2014/15         | Manchester United    | Premier League  | 14         | 0          | 3     | 0     | —      | —      | 17     | 0      |
| 2015/16         | West Bromwich Albion | Premier League  | 30         | 1          | 4     | 0     | —      | —      | 34     | 1      |
| 2016/17         | West Bromwich Albion | Premier League  | 31         | 2          | 0     | 0     | —      | —      | 31     | 2      |
| 2017/18         | West Bromwich Albion | Premier League  | 28         | 2          | 3     | 0     | —      | —      | 31     | 2      |
| 2018/19         | Leicester City       | Premier League  | 24         | 1          | 4     | 0     | —      | —      | 28     | 1      |
| 2019/20         | Leicester City       | Premier League  | 38         | 1          | 8     | 1     | —      | —      | 46     | 2      |
| 2020/21         | Leicester City       | Premier League  | 28         | 0          | 4     | 0     | 5      | 0      | 37     | 0      |
| 2021/22         | Leicester City       | Premier League  | 18         | 1          | 1     | 0     | 8      | 1      | 27     | 2      |
| 2022/23         | Leicester City       | Premier League  | 13         | 0          | 1     | 0     | —      | —      | 14     | 0      |
| 2023/24         | Manchester United    | Premier League  | 23         | 0          | 5     | 0     | 2      | 0      | 30     | 0      |
| 2024/25         | Manchester United    | Premier League  | 5          | 0          | 3     | 0     | 2      | 0      | 10     | 0      |
| Carrière totaal | Carrière totaal      | Carrière totaal | 413        | 16         | 70    | 2     | 50     | 3      | 533    | 21     |

Bijgewerkt tot en met 22 november 2024.

## Interlandcarrière
Evans maakte zijn debuut in het Noord-Iers voetbalelftal op 6 september 2006 in een met 3–2 gewonnen EK-kwalificatiewedstrijd tegen Spanje. Hij speelde het volledige duel. In een interland in het kwalificatietoernooi voor het wereldkampioenschap voetbal 2010 tegen Polen (3–2 winst) maakt Evans zijn eerste en vooralsnog enige interlanddoelpunt. Evans werd in mei 2016 opgenomen in de selectie van Noord-Ierland voor het Europees kampioenschap voetbal 2016 in Frankrijk, de eerste deelname van het land aan een EK. Noord-Ierland werd in de achtste finale uitgeschakeld door Wales (0–1), dat won door een eigen doelpunt van de Noord-Ierse verdediger Gareth McAuley.

## Erelijst
| Competitie                   |            |                           |            |            |
| Competitie                   | Aantal     | Jaren                     |            |            |
| Sunderland                   | Sunderland | Sunderland                | Sunderland | Sunderland |
| ---------------------------- | ---------- | ------------------------- | ---------- | ---------- |
| Football League Championship | 1x         | 2006/07                   |            |            |
| Manchester United            |            |                           |            |            |
| FIFA Club World Cup          | 1x         | 2008                      |            |            |
| UEFA Champions League        | 1x         | 2007/08                   |            |            |
| Premier League               | 3x         | 2008/09, 2010/11, 2012/13 |            |            |
| Football League Cup          | 2x         | 2008/09, 2009/10          |            |            |
| FA Community Shield          | 3x         | 2010, 2011, 2013          |            |            |
| FA Cup                       | 1x         | 2023/24                   |            |            |
| Leicester City               |            |                           |            |            |
| FA Cup                       | 1x         | 2020/21                   |            |            |